# Grammia obliterata
Grammia obliterata là một loài bướm đêm thuộc phân họ Arctiinae, họ Erebidae.